# ماركوس ويلسون
ماركوس ويلسون (بالإنجليزية: Marcus Wilson)‏ هو لاعب كرة قدم أمريكية أمريكي، ولد في 16 أبريل 1968 في روتشستر في الولايات المتحدة.

## وصلات خارجية
- ماركوس ويلسون على موقع مرجع كرة القدم المحترفة.كوم (الإنجليزية)
- ماركوس ويلسون على موقع JustSportsStats.com (الإنجليزية)
- ماركوس ويلسون على موقع كلية كرة القدم في سبورتس رفرنس.كوم (الإنجليزية)